# 台湾民主自治同盟重庆市委员会
台湾民主自治同盟重庆市委员会，简称台盟重庆市委、重庆台盟，是台湾民主自治同盟在重庆市的地方组织。

## 历届委员会

### 台盟重庆市支部委员会
- 主任委员：许由
- 副主任委员：陈英英（女）、连英俊
- 委员：骆亚非（女）、吕荣中

### 台盟重庆市工委第一届委员会
- 主任委员：连英俊
- 副主任委员：李钺锋、骆亚非（女）
- 委员：李玉莲（女）、许沛（女）、曾燕（女）
- 名誉主任委员：许由
- 顾问：吕荣中

### 台盟重庆市工委第二届委员会/市委第一届委员会
- 主任委员：李钺锋
- 副主任委员：骆亚非（女）、许沛（女）
- 委员：王虹锦、李玉莲（女）、连明源、曾燕（女）

### 第二届委员会
- 主任委员：李钺锋
- 副主任委员：骆亚非（女）、许沛（女）
- 秘书长：王昱
- 常委：王昱、王虹锦、邱献锋
- 委员：马晓芹（女）、吕军（女）、李玉莲（女）、连明源、吴桂英（女）

### 第三届委员会
- 任期：2017年4月-2022年3月
- 主任委员：李钺锋（－2020年5月）、王昱（2020年5月－）
- 副主任委员：许沛（女）、吴桂英（女）
- 秘书长：王昱
- 常务委员：王昱、吕军（女）、邱献锋 、曾嵘（女）（2020年5月－）
- 委员：马欣、王骁 、李倩影（女）、陈弓、林丹

### 第四届委员会
- 任期：2022年3月－
- 主任委员：王昱
- 副主任委员：吴桂英（女）、邱献锋、林丹
- 常务委员：曾嵘（女）
- 委员：马欣、王骁、吴慧（女，苗族）、陈弓、陈亮